# روبرت بلانتون
روبرت بلانتون (بالإنجليزية: Robert Blanton)‏ هو لاعب كرة قدم أمريكية أمريكي، ولد في 7 سبتمبر 1989 في Clackamas, Oregon ‏ في الولايات المتحدة.

## وصلات خارجية
- روبرت بلانتون على موقع إي إس بي إن.كوم (أن.أف.أل)3
- روبرت بلانتون على موقع مرجع كرة القدم المحترفة.كوم (الإنجليزية)